# Nubel
Nubel foi um pequeno rei da tribo mauro (berbere) dos jubalenos ativo em meados do século IV. É ainda geralmente identificado por inúmeros estudiosos modernos com o oficial romanizado e cristianizado de origem africana Flávio Nuvel que segundo inscrição encontrada em Rusgúnias (atual Tamentfoust, Argélia), na Mauritânia Cesariense, serviu como prepósito dos cavaleiros armados juniores (em latim: praepositus equitum armigerorum iuniorum); esta associação foi questionada nos anos 1970 pelos autores da Prosopografia do Império Romano Tardio.
Segundo o historiador romano Amiano Marcelino, Nubel era pai de inúmeros filhos, alguns deles provenientes de relações com concubinas. Entre os seus filhos conhecidos pelo nome estão Gildão, Mazuca, Mascezel, Círia, Dio, Samaco, o único de seus filhos ilegítimos conhecido pelo nome, e o usurpador Firmo (r. 372–375), que tentou reclamar o trono de Valentiniano I (r. 364–375).
Pela inscrição de Rusgúnias sabe-se que era filho dum oficial chamado Saturnino e duma maura chamada Nônica/Mônica com quem construiu nessa cidade uma basílica que abrigou um pedaço da Vera Cruz; eles teriam a construído às custas de suas extensas propriedades aráveis ao longo da Cabília. Com sua morte, estimada por Ian Hughs para o final de 371 ou começo de 372, uma disputa eclodiu entre Firmo e Samaco para decidir quem sucederia-o.